# Volo di notte
Volo di notte (Vuelo nocturno) es una ópera en un acto con música de Luigi Dallapiccola y libreto en italiano que él escribió basado en la novela Vuelo nocturno de Antoine de Saint-Exupéry.  Se estrenó en el Teatro della Pergola en Florencia el 18 de mayo de 1940.
La ópera enfatiza el sufrimiento individual y fue escrita como una respuesta al auge del fascismo.

## Personajes
| Personaje                        | Tesitura        |
| -------------------------------- | --------------- |
| Rivière, Jefe de Operaciones.    | bajo / barítono |
| Robineau, Inspector              | bajo            |
| Leroux, piloto                   | bajo            |
| Pellerin, piloto                 | tenor           |
| Sra. Fabien, esposa de un piloto | mezzosoprano    |
| Operador de Radio                | tenor           |
| Primer empleado                  | tenor           |
| Segundo empleado                 | barítono        |
| Tercer empleado                  | tenor           |
| Cuarto empleado                  | barítono        |

## Argumento
El protagonista es un aviador individual, un correo de larga distancia argentino, durante los primeros días de los vuelos.  Se ve atrapado en una tormenta, sin poder aterrizar; y el drama acontece tanto dentro de su familia, ansioso por su regreso sano y salvo, y entre sus empleadores, ansiosos además por el éxito de la empresa.

## Representaciones
En octubre de 2016, se representó la obra junto a otra obra del mismo autor, Il Prigioniero,  en el Teatro Colón de Argentina bajo la dirección de Christian Baldini con el siguiente elenco:
RIVIÈRE  Víctor Torres
PÉLLERIN   Carlos Ullán
SIMONA FABIEN Daniela Tabernig
OPERADOR DE RADIO Sergio Spina
ROBINEAU, UN INSPECTOR Carlos Esquivel